# بوباکار بری (بازیکن فوتبال آلمانی)
بوباکار بری (انگلیسی: Boubacar Barry؛ زادهٔ ۱۵ آوریل ۱۹۹۶) بازیکن فوتبال اهل آلمان است.
از باشگاه‌هایی که در آن بازی کرده‌است می‌توان به باشگاه فوتبال کارلسروهه اشاره کرد.
وی همچنین در تیم‌های ملی فوتبال بازی کرده‌است.